# Держава Петра II

Держава на малюнку академіка Ф. Г. Солнцева, середина XIX століття

Держава Петра II — одна з колишній імператорських регалій Російської імперії, що зберігається у зібранні Збройової палати Московського кремля.
Входила до складу регалій при коронаційній церемонії імператора Петра II в Успенському соборі кремля 25 лютого 1728 року. Передана до Збройової палати 30 березня.
Держава виготовлена із золота, має невід'ємний срібний із позолотою поставець. По ній проходить срібний прорізний поясок, що з'єднується з двох боків із срібним полірованим хрестом у її наверші. Поясок цей має рослинний орнамент.
У XIX столітті вважалось, що вона належала ще Петру I Олексійовичу і входила до його коронаційного вбрання 1682 року.